# Piltandsflundra
Piltandsflundra (Reinhardtius stomias) är en fisk i ordningen plattfiskar som finns vid Berings hav och längs Nordamerikas västkust.

## Utseende
Piltandsflundran är en relativt långsträckt plattfisk med en mycket stor mun. I båda käkarna sitter tänderna i två rader: En yttre, med små korta tänder, och en indre, med långa, spesiga sådana, i underkäken uppblandade med korta, plattare tänder. Ögonsidan är enfärgat brunaktig. Blindsidan, som är vänstersida, är blek. Längden kan nå upp till 84 cm, och vikten till 8,6 kg.

## Vanor
Arten är en bottenfisk som föredrar mjuka bottnar på ett djup mellan 20 och 950 m. Den söker sig till djupare vatten under vintern, medan den om sommaren oftast håller sig över 50 m. Födan består av kräftdjur (framför allt räkor) samt fiskar som sill, torsk och alaska pollock för de vuxna fiskarna och ungfiskarna, medan larverna främst äter hoppkräftor. Arten kan bli 27 år gammal.

### Fortplantning
Hanarna blir könsmogna mellan 3 och 7 års ålder då de är mellan 30 och 42 cm långa, medan honorna uppnår könsmognad mellan 4 och 8 år och en längd från 37 till 42 cm. Lektiden varierar; längs USA:s västkust infaller den under senhösten till tidig vår, i Alaskabukten under vår till sommar, och i farvattnen utanför Alaska mellan höst och vinter. Leken, som kan upprepas flera gånger under parningstiden, sker på djupt vatten; äggen och larverna är pelagiska.

## Betydelse för människan
Köttet sönderdelas lätt efter fångst och vid tillagning, och piltandsflundran har därför tidigare endast tagits som bifångst, avsedd som minkföda. Numera har moderna konserveringsmetoder emellertid gjort det möjligt att förhindra nerbrytningen. Eftersom fiskköttet för övrigt har högt näringsvärde har det målinriktade fisket tilltagit sedan slutet av 1970-talet.

## Utbredning
Piltandsflundran finns i norra Stilla havet från Berings hav och längs Rysslands och Alaskas kuster ner till mellersta Kalifornien i USA.